# Fissuroderes higginsi
Fissuroderes higginsi is een soort in de taxonomische indeling van de stekelwormen.
De diersoort behoort tot het geslacht Fissuroderes en behoort tot de familie Echinoderidae. De wetenschappelijke naam van de soort werd voor het eerst geldig gepubliceerd in 2006 door Neuhaus & Blasche.